# Alsófenyves
Alsófenyves (1899-ig Alsó-Jedlova, szlovákul: Nižná Jedľová) község Szlovákiában, az Eperjesi kerület Felsővízközi járásában.

## Fekvése
Felsővízköztől 4 km-re északra, a Ladomér-patak és az Ondava között fekszik.

## Története
A falut 1553 és 1572 között alapították a vlach jog alapján, a makovicai uradalom területén. Első írásos említése 1572-ben történt „Alsso Jedlowa” alakban. 1618-ban „Also Jadlowa” néven szerepel. Lakói mezőgazdasággal és állattartással foglalkoztak. 1787-ben 23 házában 151 lakos élt.
A 18. század végén Vályi András így ír róla: „Alsó, és Felső Jedlova. Tót faluk Sáros Várm. földes Ura G. Aspermont Uraság, lakosai oroszok, legelője nagy, fája van, határja sovány.”
1828-ban 21 háza és 171 lakosa volt. A 19. század közepén a lakosság csaknem fele kivándorolt.
Fényes Elek 1851-ben kiadott geográfiai szótárában így ír a faluról: „Jedlova (Alsó), orosz falu, Sáros vmegyében, a makoviczi uradalomban, Duplin fiókja: 5 r., 163 g. kath., 8 zsidó lak.”
1920 előtt Sáros vármegye Felsővízközi járásához tartozott.
A második világháború idején a községben dúló harcok során nagy károk keletkeztek.

## Népessége
| Év:            | 1994. | 2004.    | 2014.   | 2024.    |
| -------------- | ----- | -------- | ------- | -------- |
| Emberek száma: | 72    | 84       | 85      | 98       |
| Eltérés:       |       | +16,66 % | +1,19 % | +15,29 % |

| Év:            | 2023. | 2024.   |
| -------------- | ----- | ------- |
| Emberek száma: | 99    | 98      |
| Eltérés:       |       | -1,01 % |

1910-ben 174, túlnyomórészt ruszin lakosa volt.
2001-ben 80 lakosából 35 szlovák, 32 ruszin és 13 ukrán volt.
2011-ben 90 lakosából 40 ruszin és 31 szlovák.